# George S. Blanchard

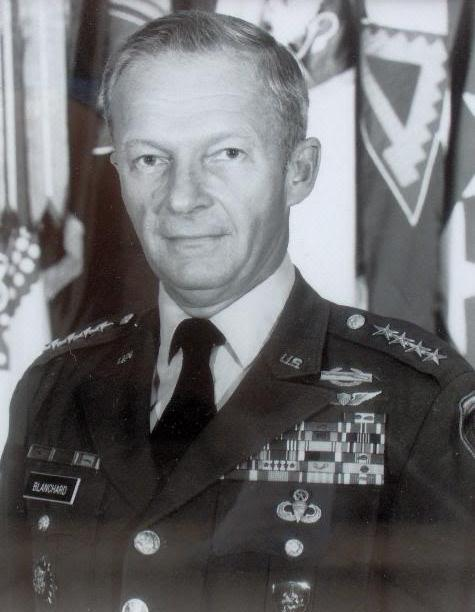
George S. Blanchard

George Samuel Blanchard (* 3. April 1920 in Washington, D.C.; † 3. Mai 2006 in Alexandria, Virginia) war ein General der US Army. Er diente zuletzt von 1975 bis 1979 als Oberbefehlshaber (Commander in Chief) der 7. US-Armee in Heidelberg, die auch unter dem Namen United States Army Europe (USAREUR) bekannt ist. Zudem war er Kommandierender General der Central Army Group der NATO. Sein Titel lautete (CINCUSAREUR/COMCENTAG= Commander in Chief United States Army Europe, Commander Central Army Group).

## Leben
George Blanchard wurde am 3. April 1920 in der amerikanischen Bundeshauptstadt Washington DC geboren. Im Jahr 1938 absolvierte er die Easter High School. Anschließend studierte er bis 1940 an der American University. Er trat der Nationalgarde bei und wurde Feldwebel bei der Küstenverteidigung. Über die Nationalgarde erhielt er ein Stipendium an der US-Militärakademie in West Point. Diese absolvierte er in den Jahren 1940 bis 1944. In diese Zeit fiel der amerikanische Eintritt in den Zweiten Weltkrieg. Blanchard graduierte am 6. Juni 1944, dem Tag der Landung der Alliierten in der Normandie. Unmittelbar danach wurde der junge Leutnant der Infanterie zugeordnet und auf dem europäischen Kriegsschauplatz eingesetzt. Nach dem Krieg war er für einige Zeit im Generalstab des amerikanischen Oberkommandos in Europa tätig, ehe er in die Vereinigten Staaten zurückkehrte, wo er, immer noch als Offizier, bis 1949 an der zur University of Syracuse gehörenden Maxwell Graduate School of Citizenship and Public Affairs unter anderem öffentliche Verwaltung studierte. Anschließend setzte er seine aktive militärische Laufbahn fort. In den 1950er Jahren bekleidete er verschiedene militärische Positionen. Unter anderem arbeitete er im Stab von General Omar N. Bradley als Strategielehrer (tactics instructor) in Fort Benning. Zwischen 1955 und 1957 war er Militärberater in Taiwan. Im Jahr 1959 war er bis zum Oberst (Colonel) aufgestiegen. Er übernahm das Kommando über das 503rd Infanterie Regiment das der 82nd Airborne Division unterstand. Anschließend wurde er in den Generalsstand befördert. Im Hauptquartier der amerikanischen Armee in Südkorea leitete er die für Operationen zuständige Abteilung G3. Seit 1966 war er im Vietnamkrieg eingesetzt, wo er zunächst stellvertretender (assistant) Kommandeur der 1st Cavalry Division wurde. Danach war er ebenfalls in Vietnam Stabschef eines Armeekorps (I Field Force). Nach seiner Tätigkeit in Vietnam übernahm General Blanchard verschiedene Positionen im amerikanischen Verteidigungsministerium. Unter anderem war er geschäftsführender Offizier (Executive Officer) unter zwei Heeresministern.
Nach seiner Zeit im Pentagon übernahm Blanchard als Generalmajor 1970 das Kommando über die 82nd Airborne Division. Anschließend kehrte er als Generalleutnant nach Europa zurück, wo er das Kommando über das in Stuttgart stationierte VII Corps übernahm. Am 30. Juni 1975 wurde Blanchard unter Beförderung zum Vier-Sterne General neuer Oberbefehlshaber der amerikanischen Heeresstreitkräfte in Europa (USAREUR). Sein Hauptquartier befand sich im Keyes Building der Campbell Barracks in Heidelberg. Gleichzeitig übernahm er auch das Kommando über die Central Army Group. Blanchard war als Kämpfer gegen den Alkoholmissbrauch in der Armee bekannt. Entsprechend erließ er in seinem Kommandobereich Befehle zur Eindämmung des Alkoholkonsums der Soldaten. Unter seinem Kommando entstand das erste US-amerikanische Behandlungszentrum in Europa für Offiziere und hochrangige Unteroffiziere mit Alkoholproblemen. Am 29. Mai 1979 endete Blanchards Amtszeit als Oberkommandierender  General. Anschließend ging er in den Ruhestand, den er in McLean in Virginia verbrachte. Dort gründete und leitete er die General Analysis Inc. eine im Verteidigungssektor tätige Beraterfirma. In den 1980er Jahren leitete er für einige Zeit die Retired Officers Association und die United Service Organizations. In den 1990er Jahren zog er nach North Carolina. Erst im Jahr 2002 kehrte er nach Virginia zurück, wo er in Fort Belvoir in einem Wohnviertel für Militärpensionäre (military retirement community) lebte. Er starb am 3. Mai 2006 an einer Lungenentzündung in einem Krankenhaus in Alexandria in Virginia.

## Auszeichnungen
Auswahl der Dekorationen, sortiert in Anlehnung der Order of Precedence of Military Awards:
- Army Distinguished Service Medal
- Silver Star
- Legion of Merit
- Distinguished Flying Cross
- Bronze Star
- Air Medal